# 西田麻里
西田 麻里（にしだ まり、1962年8月21日 - ）は、元ニッポン放送アナウンサー。現姓：和田

## 来歴
東京都練馬区出身。学生時代は弁護士志望であったが、勉学があまり好きでは無く、喋りが好きであった事が理由で、アナウンサー職を志望し、1985年3月、早稲田大学政治経済学部政治学科卒業後の同年4月、ニッポン放送に入社。
入社同期は、同じ大学、学部出身でCP局報道スポーツコンテンツセンタースポーツ部契約アナウンサーの松本秀夫、元アナウンサーで洗足こども短期大学幼児教育保育科准教授の内村直子、元制作部ディレクターで編成局長、専務で現・同局代表取締役社長の檜原麻希。
入社後は、平日午前の情報番組のアシスタントを担当。しかし、1989年に突如として結婚と第一子の妊娠を発表。結果、『笑顔でこんにちは!』のアシスタント担当を先輩である那須恵理子と交代となり、そのまま退職となった。
退職後の番組出演は、『笑顔でこんにちは!』1996年3月29日放送分の番組最終回に歴代アシスタントが勢揃いした際に出演位である。

## 出演番組

### 過去

#### ラジオ
- 玉置宏の笑顔でこんにちは!（アシスタント） - 1985年10月 - 1989年8月
- 不二家歌謡ベストテン[1]（アシスタント）
- 嵐山光三郎のつうしんぼ万才![1]（アシスタント） - 1986年10月19日 - 1987年4月5日
- ニュースワイド 欽ちゃんのもっぱらの評判（アシスタント） - 1987年10月2日 - 1988年4月1日
  - 他

#### テレビ
- ラジオびんびん物語（フジテレビ）※第4話